# Jennifer Messelier
Jennifer Messelier dite Jen Messelier, née le 4 novembre 1990 à Tourcoing, est un mannequin français.

## Biographie
Étudiante en BEP restauration à Lille au lycée Michel-Servet.
Le 9 octobre 2007 à l'Hôtel Ritz de Paris, elle est sélectionnée avec deux autres Françaises pour participer à la finale du 24e concours mondial Elite Model Look World organisé à Prague par l'agence Elite Model Management. Le 21 avril 2008, elle est déclarée gagnante du concours, qui réunissait 56 candidates de 44 pays.
La même année, elle est photographiée par Patrick Demarchelier pour le magazine Vogue Italia et par David Sims pour la marque Benetton. Elle apparaît également dans le clip d’un single de Kery James, Banlieusards.